# Maruja Pereyra
Maruja Pereyra, también conocida como Maruja Pereira (Uruguay, 1906 - ?), fue una periodista y militante política y social afrouruguaya.

## Vida y trayectoria
Fue periodista y escribió en la segunda época de la publicación Nuestra Raza, editada en Montevideo. Colaboró en la columna editorial Lo que piensan nuestras mujeres en la que, junto con Iris Cabral, defendió la soberanía de Etiopía (país al que en ese momento llamaban Abisinia) en tanto Estado negro e independiente. Pero también escribió sobre el rol de las mujeres negras en el movimiento político afrouruguayo, la importancia de la educación como herramienta para la juventud y posibles soluciones para los problemas de la comunidad afrodescendiente en Uruguayː 
Es tiempo de reivindicarnos una vez por todas y para siempre. Yo expongo como promesa para el futuro, seguir estudiando con ahínco, entrenándome por la senda del saber, que todo lo depura y lo ennoblece, para contribuir con mis esfuerzos individuales al engrandecimiento espiritual y material de nuestra raza.

En abril de 1936, Cabral y Maruja Pereyra participaron del primer Congreso Nacional de Mujeres de Uruguay, organizado por la Unión Femenina contra la guerra, en representación de la sección femenina del Comité de la Raza Negra contra la guerra y el fascismo. Luego de la muerte de Cabral ese mismo año, Pereyra continuó militando por la justicia socialː fue una de las fundadoras del Partido Autóctono Negro, creado por un grupo de intelectuales nucleados alrededor de Nuestra Raza. Fue la responsable de la organización del brazo femenino del partido, llamado "Comité de mujeres negras". Para informar a la comunidad afrouruguaya e invitarla a participar en las actividades político-partidarias, el grupo de Nuestra Raza subsidió la publicación de un nuevo diario, el PAN (sigla del nombre del partido). Sandalio del Puerto fue nombrado editor del mismo y Maruja Pereyra y María Felina Díaz fueron las encargadas de la columna llamada Páginas para ustedes. Desde allí Pereyra hacía un llamamiento a la participación de las mujeres para luchar en contra de las opresiones de clase, género y razaː
Mujeres negras, no deben ni pueden permanecer indiferentes frente a esta lucha a que se han abocado nuestros hermanos; tenemos que aportar nuestra ayuda como lo hemos hecho en todos los momentos difíciles que han encontrado en su vida nuestros padres, esposos y hermanos... Mujer de mi raza, demuestra que somos capaces pese a no estar acostumbradas a esta digna lucha que se ha propuesto nuestros hermanos raciales.

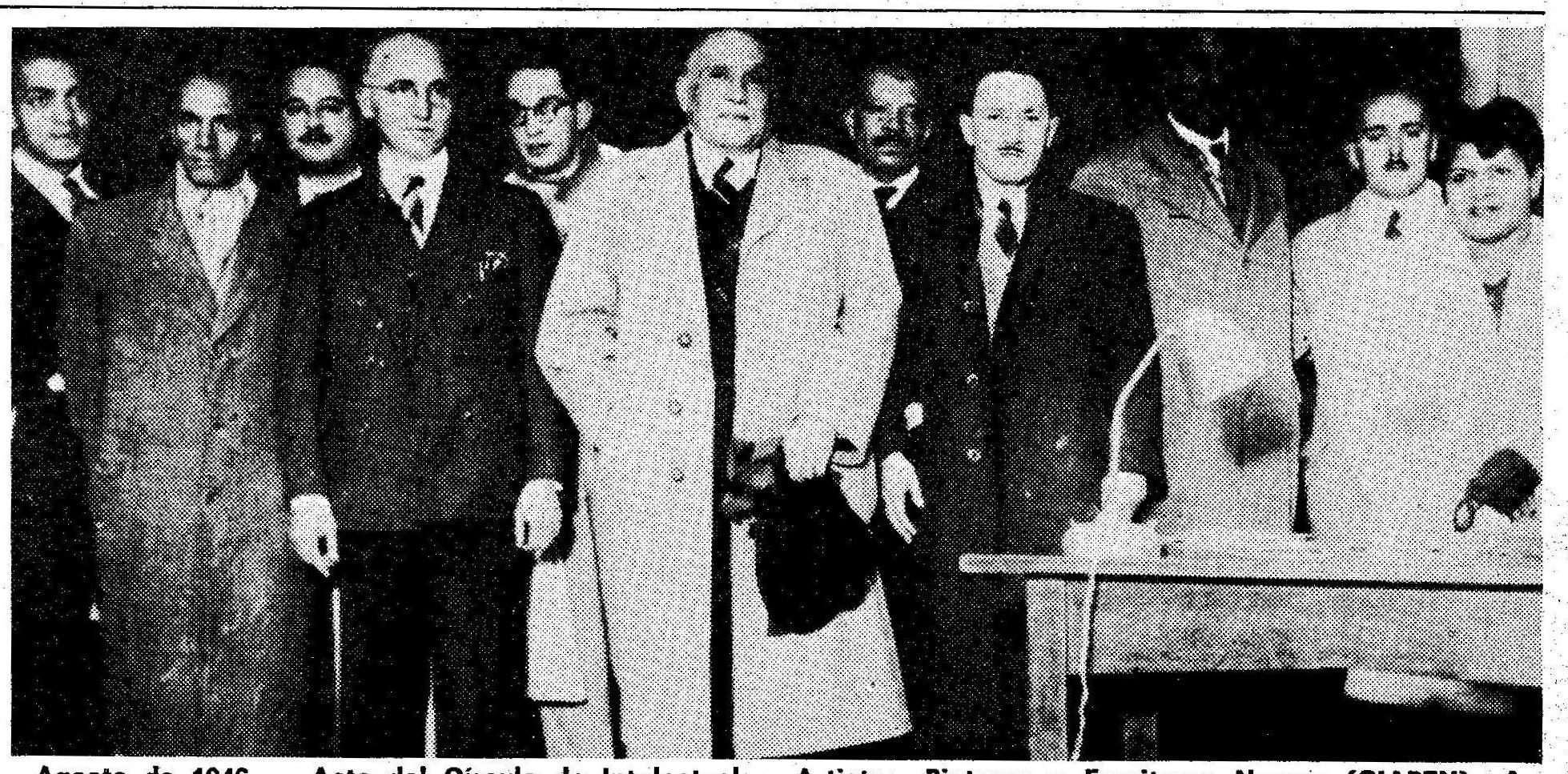
Acto del Círculo de Intelectuales, Artistas, Periodistas y Escritores Negros (CIAPEN), agosto de 1946. A la izquierda Maruja Pereyra de Barrios, Pilar Barrios. Desde la derecha, el segundo, Elemo Cabral, al centro el entonces Ministro Tomás Berreta, futuro Presidente de Uruguay.

El 31 de julio de 1937 se casó con Pilar Barrios.
En 1942, como parte de la Sección Femenina del Comité Nacional pro festejos Centenario de la Abolición de la Esclavitud, fue una de las firmantes del manifiesto "Las mujeres negras a sus hermanas de todo el país" en el que se interpela a todas las mujeres uruguayas para trabajar en pos de la equidad racial en Uruguay.
Se desconocen fecha y lugar de su fallecimiento.